# Хохлов, Иван Степанович
Ива́н Степа́нович Хохло́в (14.08.1899—9.07.1957) — советский военачальник, командир 266-й и 413-й стрелковых дивизий, начальник разведотдела штаба 21 армии, генерал-майор (16.10.1943). Первый начальник Тульского суворовского училища (1944—1945). Участник Гражданской, Советско-финляндской и Великой Отечественной войн.

## Биография
Иван Степанович Хохлов родился 14 августа 1899 года в селе Килове Горьковской области.
Член ВКП(б) с 1918 года.
В составе РККА с 1918 года.
С 1919 по 1923 год участвовал в Гражданской войне на Южном и Туркестанском фронте.
В 1939 году участвовал в так называемом польском походе Красной армии в освобождении Западной Украины.
31 января 1940 года повышен в звании до подполковника.
С 1939 по 1941 год воевал в советско-финляндской войне на финляндском фронте.
Иван Степанович Хохлов в звании полковника с 14 по 19 сентября 1941 года был командиром 266-й стрелковой дивизии 66-го стрелкового корпуса. Командуя дивизией 15 сентября 1941 года при обороне района Редьковка несмотря на превосходящие силы противника, дивизия перешла в наступление и имела успех. 16 сентября 1941 года ведя бой в районе Стрельники дивизия оказалась окруженной противником и несмотря на это прорвала окружение и вышла полностью в район Прилуки. 19 сентября 1941 года армия оказалась полностью в окружении, полковник Иван Степанович Хохлов лично участвовал в боях при прорыве обороны в районе Городище, Вороньки и Хитцы, где свои личным примером увлекал в бой бойцов и командиров.
18 ноября 1941 года Иван Степанович Хохлов в звании полковника назначен начальником разведывательного отдела штаба 21-й армии, постоянно имеет точные разведывательные данные о противнике, чем способствует управлению войсками армии.
27 марта 1942 года награждён орденом Красного Знамени.
14 апреля 1942 года повышен в звании до полковника.
26 января 1943 года в звании полковника в качестве заместителя командира 64-й стрелковой дивизии награждён Орденом Отечественной войны II степени.
24 мая 1943 года полковник Иван Степанович Хохлов выдвигается на должность командира 413-й стрелковой дивизии, которая под его командованием громила фашистов от Тулы до Днепра, форсировала Днестр и Сож.
18 сентября 1943 года награждён орденом Красного Знамени во второй раз.
16 октября 1943 года повышен в звании до генерал-майора.
С июня 1944 года до 1945 года возглавлял Тульское суворовское училище.
3 ноября 1944 года награждён орденом Красного Знамени в третий раз.
21 февраля 1945 года награждён орденом Ленина.
29 сентября 1945 года награждён орденом Суворова II степени.
20 сентября 1949 года награждён орденом Красного Знамени в четвертый раз.
В отставке с сентября 1950 года.
Умер 9 июля 1957 года. Похоронен в Москве на Ваганьковском кладбище.

## Награды
- Орден Красного Знамени (27.03.1942),
- Орден Красного Знамени (18.09.1943),
- Орден Красного Знамени (03.11.1944),
- Орден Красного Знамени (20.09.1949),
- Орден Отечественной войны II степени (26.01.1943),
- Орден Ленина (21.02.1945),
- Орден Суворова II степени (29.09.1945),
- Медаль «За оборону Сталинграда»,
- Медаль «За победу над Германией в Великой Отечественной войне 1941—1945 гг.».